# 갈골 미사일 기지
갈골 미사일 기지는 북한의 미사일 기지이다.

## 역사
김정은이 집권한 뒤인 2011년부터, 외부 공격에 견딜 수 있는 시설보강 작업과 지하시설 확장을 시작했다.
북한이 공개하지 않은 15~20개의 미사일 기지 가운데 갈골 기지는 삭간몰 미사일 기지, 금천리 미사일 기지와 함께 전술 탄도미사일 기지이며, 특히 갈골 기지는 가장 고도화된 곳이다.
랜드연구소의 브루스 베넷 선임연구원은 "소련군과 북한군의 교리를 고려하면, 갈골 기지에 최신형 미사일을 배치할 개연성이 매우 높다"고 보았다.